# 190-я стрелковая дивизия (1-го формирования)
190-я стрелковая дивизия (190 сд) — воинское соединение Вооружённых Сил СССР, принимавшее участие в Великой Отечественной войне.
Боевой период — 22 июня — август 1941 года

## История
Дивизия была сформирована в марте 1941 года на Украине. В июне 1941 входила в состав 49-го стрелкового корпуса Киевского Особого военного округа (190, 197 и 199 стрелковые дивизии). 22 июня, по данным местных органов НКВД и райвоенкоматов, в районе Козова и 12 км северо-западнее Залещики высажены парашютные десанты неустановленной численности; для их ликвидации брошены части 49-го стрелкового корпуса (прибывающие в район Чортков). 23 июня 190-я стрелковая дивизия заканчивает сосредоточение по железной дороге в районе Ягельница. 1 июля 49-й стрелковый корпус получил приказ выступать из района Волочиск для занятия Изяславского и Староконстантиновского укреплённых районов. 3 июля 36-й стрелковый корпус в составе 6-армии 49-й стрелковый корпус занимает Староконстантиновский укреплённый район и полевые позиции на фронте Ляховцы, Ульяново. 5 июля 49-й стрелковый корпус обороняет участок Новоставцы, Медисовка. 6 июля был начат отход войск со Староконстантиновского укреплённого района. 8 июля дивизии корпуса сосредоточиваются в районе Коваленки, Мотрунки и лесов северо-восточнее. Штаб корпуса — Мотрунки. 9 июля 49-й стрелковому корпус у было приказано нанести из района Любар на север. 11 июля 190 сд в составе частей 49, 36-го и 37-го стрелковых корпусов безрезультатно контратакует в направлении села Романовка. 12 июля дивизия занимает рубеж Великий Острожок-Чепели. В этот же день возникла угроза уже левому флангу 49СК из-за отхода левого соседа — 8СК с рубежа Остропольского УР. В связи с этим 14 июля 49-й стрелковый корпус, отступил на рубеж Лемешевка,Кустовцы. 17 июля 49 ск обороняется в нескольких километрах южнее, на рубеже сёл Немиринцы, Радовка.В связи с прорывом противника от Бердичева через Казатин на юго-восток создалась угроза окружения отходивших 6 и 12-й армий. К исходу 19.7.41 6 армия отходит на рубеж Новая Гребля, Лосиевка, Турбов. С утра 20 июля 49 ск отходит на Плисков.22 июля 49СК (140, 190 и 197 сд) 6-й армии совместно с частями 12-й армии и 24МК перешли в наступление на Оратов, Монастырище и овладели Оратов. В бою за Оратов захвачено до 200 автомашин, 300 мотоциклов, 40 пленных. 24 июля 49 ск, преодолевая сильный пулемётный, миномётный и арт. огонь выдвинулся на рубеж южная окраина Стадница — южнее опушки леса юго-западнее Калиновка. Части корпуса остановлены для приведения себя в порядок. 190 сд — западная часть леса юго-западнее Стадница. 25 июля 6-я армия, в состав которого входил 49СК, были переданы Южному Фронту. 27 июля 1941 г. начался отвод войск армии в район Монастырище. 49-й стрелковый корпус сначала отступал на рубеж Монастырище, Летичовка, лес западнее Летичовка, затем — на рубеж разъезд Лещиновка, Чайковка, Христиновка. 30 июля немецкие войска прорвали фронт 6-й армии, которая потеряла Христиновку. 49СК отходил севернее Умани и к исходу 31 июля отошёл на промежуточный рубеж обороны: колхоз (3 км южнее Старые Бабаны), Пиковец.
2 августа части немецких 17А и 1ТГр соединились в районе Первомайска и на рубеже реки Синюха. Окружение 6 и 12-й армий было завершено. Окружённые части первоначально прорывались на восток, через реку Синюха. Однако, встретив здесь сильное сопротивление, с 3 августа они стали прорываться в юго-восточном направлении в районе села Подвысокое. Скученные на небольшом, простреливаемом насквозь пространстве между сёлами Подвысокое, Копенковатое и лесом Зелёная Брама остатки армии пытались прорваться в направлении Терновка и на юг через реку Ятрань. В этих боях погибли остатки 190 сд. Дивизия была расформирована в сентябре 1941 г.

## Состав
- 587-й стрелковый полк
- 621-й стрелковый полк
- 890-й стрелковый полк
- 427-й артиллерийский полк
- 391-й гаубичный артиллерийский полк
- 33-й отдельный истребительно-противотанковый дивизион
- 236-й отдельный зенитно-артиллерийский дивизион
- 264-й разведывательный батальон
- 331-й сапёрный батальон
- 556-й отдельный батальон связи
- 22-й медико-санитарный батальон
- 227-я отдельная рота химзащиты
- 337-й автотранспортный батальон
- 351-й полевой автохлебзавод
- 381-я полевая почтовая станция
- 589-я полевая касса Госбанка

## Подчинение
| На дату    | Фронт              | Армия     | Корпус                 |
| ---------- | ------------------ | --------- | ---------------------- |
| 22.06.1941 | Юго-Западный фронт | —         | 49-й стрелковый корпус |
| 01.07.1941 | Юго-Западный фронт | 6-я армия | —                      |
| 25.07.1941 | Южный фронт        | 6-я армия | 49-й стрелковый корпус |

## Командиры
- Зверев Григорий Александрович (14 марта 1941 — 11 августа 1941), полковник.